# Bratz (film)
Bratz (Bratz: The Movie) è un film del 2007 diretto da Sean McNamara e basato sui protagonisti della linea di bambole Bratz.

## Trama
Cloe, Sasha, Jade e Yasmin sono quattro teenager, amiche da sempre. Le accomuna la passione per lo shopping e per le chiacchierate via webcam.
Con l'ingresso al liceo, il Carry Nation High, non si registrano dal presidente del consiglio Meredith, la figlia del preside, che subito pensa di dividerle. Ma le ragazze ci pensano da sole: Sasha diventa cheerleader, Cloe calciatrice, Jade si dedica alla scienza e alla moda mentre Yasmin anche se pratica giornalismo rimane sola. Dopo quel giorno le ragazze anche con i vari tentativi perdono il contatto per due anni.
Due anni dopo Cloe si mette a parlare con il ragazzo di Meredith,che, libera la sua amata cagnolina e fa perdere l'equilibrio a Cloe che rovescia il suo vassoio. L'oggetto finisce in testa a Jade che scivola e lancia il suo vassoio a Sasha che scivolando su uno skateboard fa cadere Yasmin. Questo fa scatenare una guerra di cibo. Questo "combattimento" fa cadere la statua del preside. Le quattro ragazze che si erano gettate a terra per impedirne la rottura vengono messe in punizione; in breve tornano ad essere amiche. Meredith che le ha spiate approfitta della visita del fratello di Yasmin, alla sua sorellina, per farsi dare un video in cui Yasmin balla con sua madre. Meredith allora decide di organizzare un'altra festa dei 16 anni con i produttori di MTV in cui però ogni ragazzo e ogni ragazza dovrà stare con il suo gruppo. Le ragazze decidono di non andare ma aiutano la mamma di Cloe (che è molto povera) a cucinare e a fare le cameriere. Come vestito Meredith da loro un costume da pagliaccio, ma Jade e Sasha rinnovano il loro look tagliando parti inutile dei vestiti, cucendo e truccando. Meredith invita così Yasmin a cantare sapendo che lei si vergogna e mostra il video. Dylan che è innamorato di Yasmin ed è anche sordo si mette a danzare. La festa finisce con Meridith e le sue amiche spinte in acqua da un elefante. Le amiche a scuola si iscrivono al talent show organizzato da Meredith in cui lei sceglie solo i concorrenti peggiori per essere sicura di vincere. Perciò sapendo che le Bratz (nome che hanno dato al gruppo) hanno uno spettacolo ben organizzato utilizzando anche tutti i concorrenti scartati dallo show minaccia Yasmin dicendo lei che avrebbe rivelato i segreti delle sue amiche. In un primo momento la ragazza decide di ritirarsi ma poi spiegando tutto alle amiche risolve e decidono di partecipare. Meredith rivela i segreti ma Jade spiega tutto ai genitori, mentre si scopre che la bambola era stata presa dalla sorella di Meredith. Così si esibiscono. Visto che c'è un caso di parità, Meredith vince il primo premio ma le ragazze vincono la borsa di studio messa in palio che donano a Cloe in modo che possa permettersi il college.

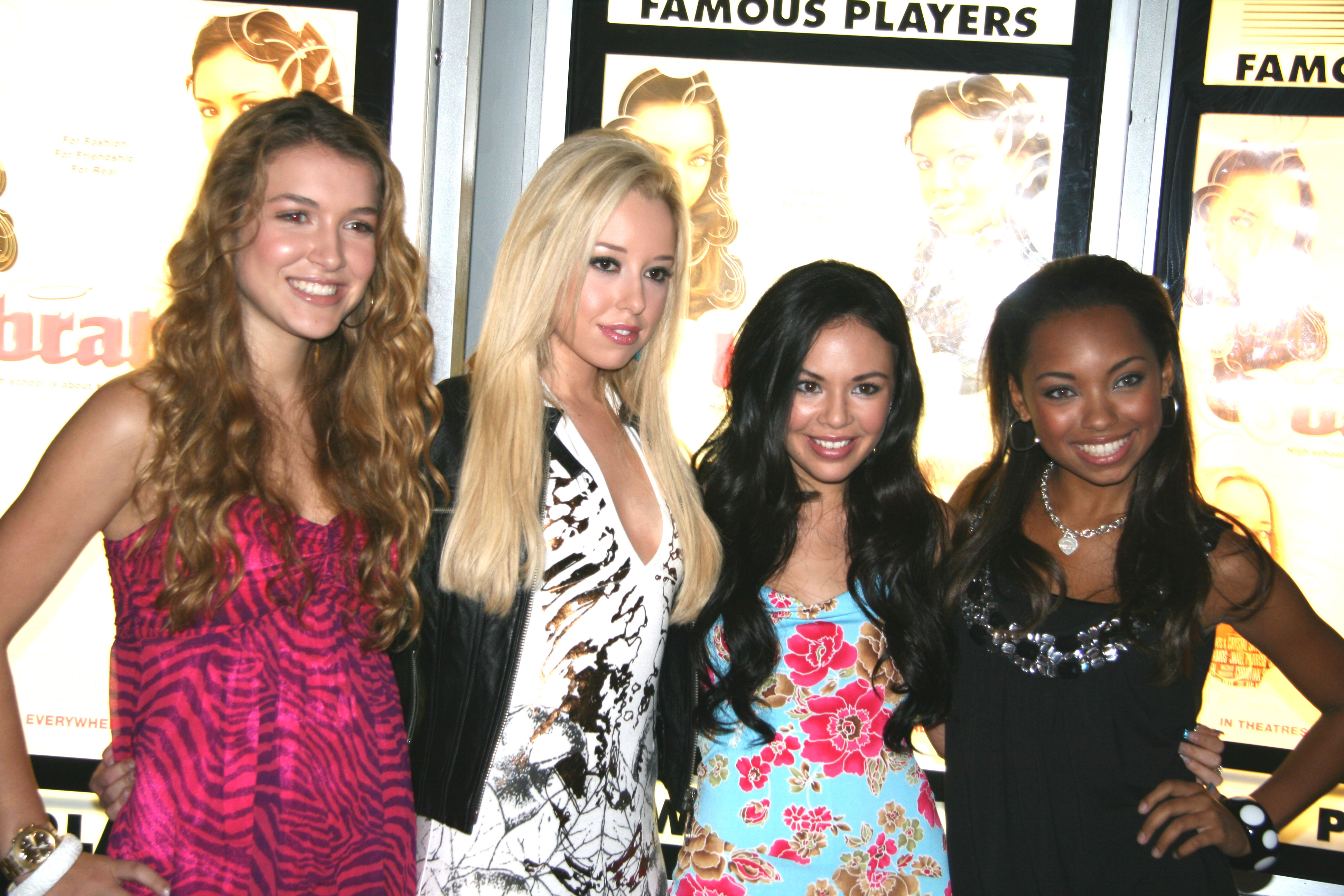
Il cast di Bratz alla première canadese a Toronto

## Critica
Il film ha ricevuto durante l'edizione dei Razzie Awards 2007 diverse nomination, tra cui Peggior film, Peggiore attrice protagonista per Nathalia Ramos, Skyler Shaye, Logan Browning, Janel Parrish, Peggiore attore non protagonista per Jon Voight, Peggiore coppia per qualsiasi combinazione possibile di due personaggi e Peggior remake o rip-off.